# Piptadenia moniliformis
Piptadenia moniliformis är en ärtväxtart som beskrevs av George Bentham. Piptadenia moniliformis ingår i släktet Piptadenia och familjen ärtväxter. Inga underarter finns listade i Catalogue of Life.